# Hydatomanicus ornatus
Hydatomanicus ornatus är en nattsländeart som beskrevs av Georg Ulmer 1951. Hydatomanicus ornatus ingår i släktet Hydatomanicus och familjen ryssjenattsländor. Inga underarter finns listade i Catalogue of Life.